# Bege
O beige  é uma cor próxima ao  branco. A palavra se origina do francês beige, 'sem cor', termo que historicamente se aplicava à cor natural da lã  ou a qualquer tecido ainda não tingido nem alvejado.Há quem diga que se aproxima do  amarelo, nas tonalidades bem claras ou das  tonalidades mais claras da cor marrom. 